# Стадион провинции Шаньдун
Стадион провинции Шаньдун (кит. упр. 山东省体育场, пиньинь Shāndōng Shěng Tǐ Yù Cháng), также известен как Спортивный центр провинции Шаньдун (кит. упр.  山东省体育中心, пиньинь Shāndōng Shěng Tǐ Yù Zhōng Xīn) — многоцелевой стадион в Цзинани, провинция Шаньдун, КНР. В основном используется для футбольных матчей. Является домашним стадионом для команды китайской Суперлиги «Шаньдун Лунэн», вмещает 43,700 зрителей.

## Международные матчи

### Кубок Азии 2004
| Дата           | Команда 1        | Счёт  | Команда 2        | Соревнование                | Посещаемость |
| -------------- | ---------------- | ----- | ---------------- | --------------------------- | ------------ |
| 19 июля 2004   | Республика Корея | 0 — 0 | Иордания         | Групповая стадия (Группа B) | 26,000       |
| 19 июля 2004   | Кувейт           | 3 — 1 | ОАЭ              | Групповая стадия (Группа B) | 31,250       |
| 23 июля 2004   | Иордания         | 2 — 0 | Кувейт           | Групповая стадия (Группа B) | 28,000       |
| 23 июля 2004   | ОАЭ              | 0 — 2 | Республика Корея | Групповая стадия (Группа B) | 30,000       |
| 25 июля 2004   | Бахрейн          | 3 — 1 | Индонезия        | Групповая стадия (Группа А) | 20,000       |
| 27 июля 2004   | Республика Корея | 4 — 0 | Кувейт           | Групповая стадия (Группа B) | 15,000       |
| 31 июля 2004   | Республика Корея | 3 — 4 | Иран             | Четвертьфинал               | 20,000       |
| 1 августа 2004 | Бахрейн          | 3 — 4 | Япония           | Полуфинал                   | 32,000       |